# داستان‌های شهر جنگی
داستان‌های شهر جنگی مجموعه‌ای از هشت داستان کوتاه از حبیب احمدزاده است که توسط انتشارات سوره مهر به چاپ رسیده‌است. این کتاب بارها تجدید چاپ شده است.

## موضوع
کتاب در هر داستان از جنبه و دیدی متفاوت به جنگ ایران و عراق پرداخته است.

## انتشار در آمریکا
کتاب در سال ۲۰۱۰ به زبان انگلیسی و توسط پال اسپراکمن استاد دانشگاه راتگرز با عنوان A City Under Siege: Tales of the Iran-Iraq War منتشر شده است. این کتاب را انتشارات مزدا منتشر کرده است.

## انتشار در فرانسه
این کتاب توسط کریستف بالایی به فرانسوی ترجمه شده است.

## جوایز
کتاب برنده جایزه بهترین کتاب داستان کوتاه دفاع مقدس در سال ۱۳۷۸ شده است. همچنین این کتاب جز برترین‌های جشنواره بیست سال داستان‌نویسی دفاع مقدس در سال ۱۳۷۹ شده است.